# Biogeoklimatische Zonen von British Columbia
Biogeoklimatische Zonen von British Columbia sind Einheiten eines Klassifikationssystems des British Columbia Ministry of Forests für 14 klimatisch unterscheidbare Ökosystemtypen in der kanadischen Provinz British Columbia. Das mit Biogeoclimatic Ecosystem Classification (BEC) bezeichnete Rahmenwerk existiert unabhängig von anderen Systemen zu Ökoregionen in Kanada, von denen eines durch den World Wildlife Fund und ein weiteres durch Environment Canada genutzt wird, welch letzteres wiederum auf der Grundlage eines durch die Commission for Environmental Cooperation (CEC) und auch durch die Environmental Protection Agency (EPA) der USA genutzten Systems beruht. Das System der BEC wurde teilweise zum Zweck des Ressourcen-Managements entwickelt, wird aber auch vom British Columbia Ministry of Environment and Climate Change Strategy und anderen Behörden der Provinz benutzt. Eine biogeoklimatische Zone wird definiert als „ein geografisches Gebiet mit ähnlichen Strukturen des Energieflusses, der Vegetation und des Bodens, welche Ergebnis eines weitgehend homogenen Makroklimas sind“.
Alle Zonen werden offiziell mit Großbuchstaben abgekürzt (AT für Alpine Tundra, BWBS für Boreal White and Black Spruce usw.). Untergliederungen, also Teile der Zonen, die eher durch ein regionales Klima unterschieden werden können, werden mit konnotativen Codes in Kleinbuchstaben bezeichnet, welche an erster Stelle die relative Feuchte und an zweiter Stelle die relative Temperatur kennzeichnen. So wird das nordöstliche BWBS mit seinen warmen gewittrigen Sommern als BWBSmw (mw für moist warm, engl. für „feucht warm“) bezeichnet, während die Untereinheit der Alsek Ranges im nordwestlichen Zipfel der Provinz mit seinen ganzjährigen Stürmen und von den Gletschern wehenden Winden mit BWBSvk (für very wet cool, engl. für „sehr feucht und kalt“) bezeichnet wird. Die Untergliederungen können weiter in Varianten unterteilt werden, von denen jede mit einer Zahl bezeichnet wird. Zum Beispiel werden die zahlreichen Varianten der feucht-warmen Untereinheit der Interior Cedar—Hemlock mit ICHmw1, ICHmw2 usw. bezeichnet. Eine Variante kann in Phasen unterteilt werden, z. B. als ICHmc1a, was für die Purpur-Tannen-Phase der feucht-kalten (mc für moist cold, engl. für „feucht kalt“) Untereinheit der Zone Interior Cedar—Hemlock steht.
Im Folgenden sind die Biogeoklimatischen Zonen von British Columbia detailliert beschrieben.

## Alpine Tundra (AT)

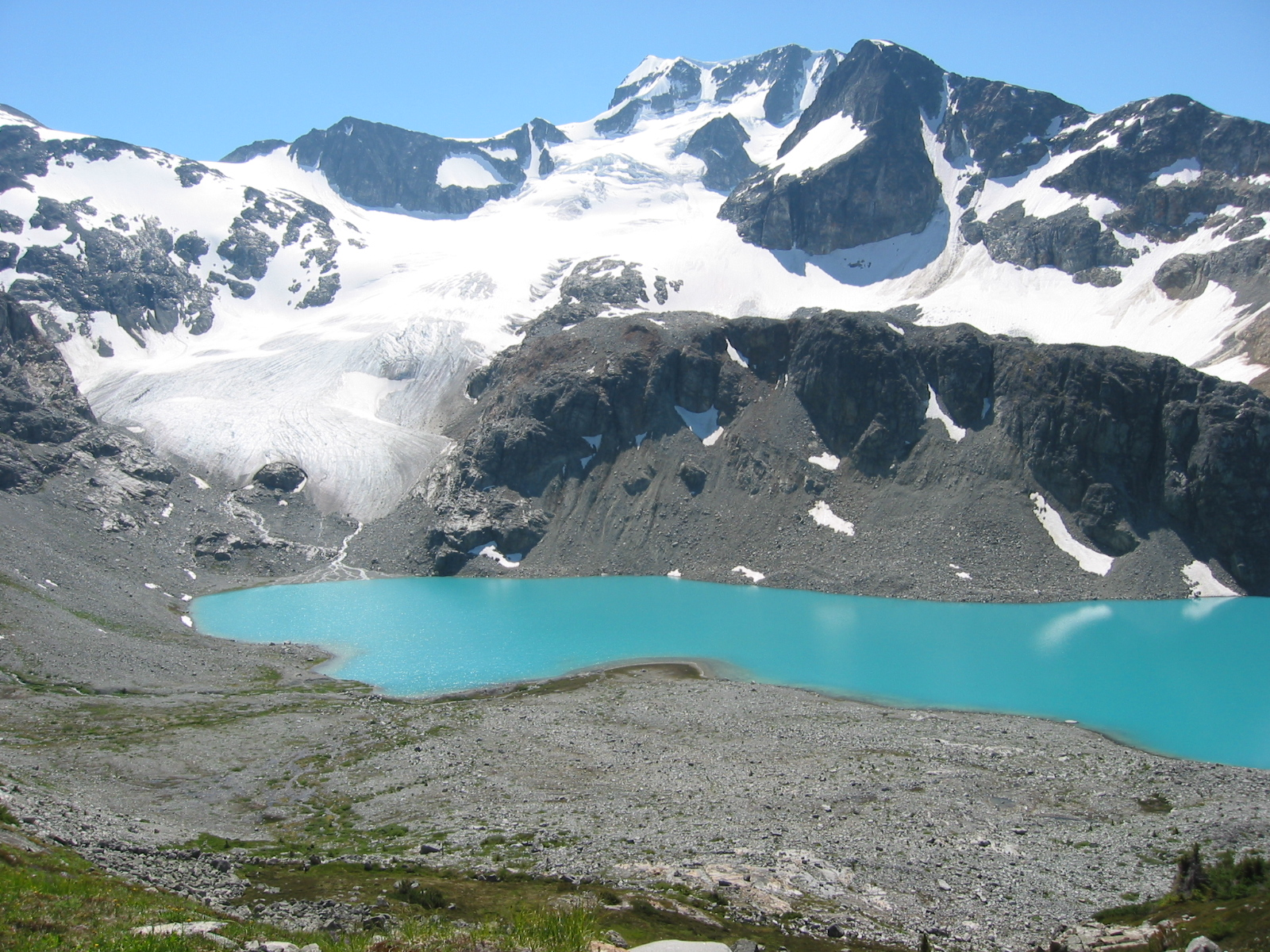
Alpine Tundra im Küstengebirge am Whistler Mountain

Die Zone Alpine Tundra ist die unwirtlichste und am dünnsten besiedelte Biozone der Provinz. Sie ist in den Hochlagen der Gebirgslandschaften zu finden und insbesondere in den Coast Mountains verbreitet. Die Höhe der Zone variiert von Gebiet zu Gebiet und wird sowohl von der geografischen Breite als auch vom Schneefall beeinflusst: Im extrem schneereichen Südwesten beginnt sie ab 1600 m, im weniger schneereichen Südosten ab 2250 m. Im relativ trockenen Norden ist die AT schon ab 1500 m, im eher schneereichen Nordwesten sogar ab 1000 m zu finden. Die meisten Lebewesen finden sich in den tiefer gelegenen Bereichen der Zone.
Das Gelände dieser Zone wird von Eis, Schnee, Felsen und Gletschern dominiert. Geltschergeprägte Besonderheiten wie Kare, Tali, alpine Seen und Moränen sind verbreitet. Das Klima bildet ein Haupthindernis für Lebewesen; die Vegetationsperiode ist extrem kurz. Die mittleren Temperaturen bewegen sich normalerweise zwischen 0 und 4 °C, und selbst im Sommer erreichen die Durchschnittstemperaturen nicht die 10-Grad-Marke. In der Zone sind heftige Niederschläge häufig, normalerweise in Form von Schnee.
Es gibt nur wenige Baumarten in dieser Zone, und wenn sie überhaupt wachsen, dann nur als Krummholz-Formen. Sträucher sind verbreitet, insbesondere Zwergformen immergrüner Arten wie Westamerikanische Lütkea, Bärentrauben, Schwarze Krähenbeere, Preiselbeere und Gämsheide. Gräser, Heiden und Seggen sind gleichfalls vertreten. Feuchtere Gebiete und kalkhaltige Substrate bieten einer größeren Vielfalt von Pflanzenarten günstige Lebensbedingungen. Die höheren Lagen sind dagegen exklusiv den Flechten vorbehalten.
Aufgrund der harten Winter leben nur wenige Tierarten ganzjährig in dieser Zone. Im Frühling, Sommer und Herbst jedoch können viele Arten angetroffen werden. Schneeziegen, Dickhornschafe, Dall-Schafe, Roosevelt-Wapitis, Schwarzwedel-Hirsche, Maultierhirsche, Wapitis und Rene nutzen das sommerliche Angebot an Pflanzen. Grauwölfe folgen den Huftieren. Bären wie Schwarz- und Grizzly-Bären laben sich an den vielen Beeren der alpinen Matten. Kleinere Säugetiere wie Vielfraße, Eisgraue Murmeltiere, die gefährdeten Vancouver-Murmeltiere, Arktische Ziesel und Sibirische Lemminge sind gleichfalls gegenwärtig. Zu den verbreiteten Greifvögeln gehören Steinadler und Gerfalke. Bodenbewohnende Vögel wie Schneehühner nisten in der alpinen Zone, während andere Arten wie Schneeammer und Schneegimpel sich über die Baumgrenze hinauswagen.

## Spruce—Willow—Birch (SWB)

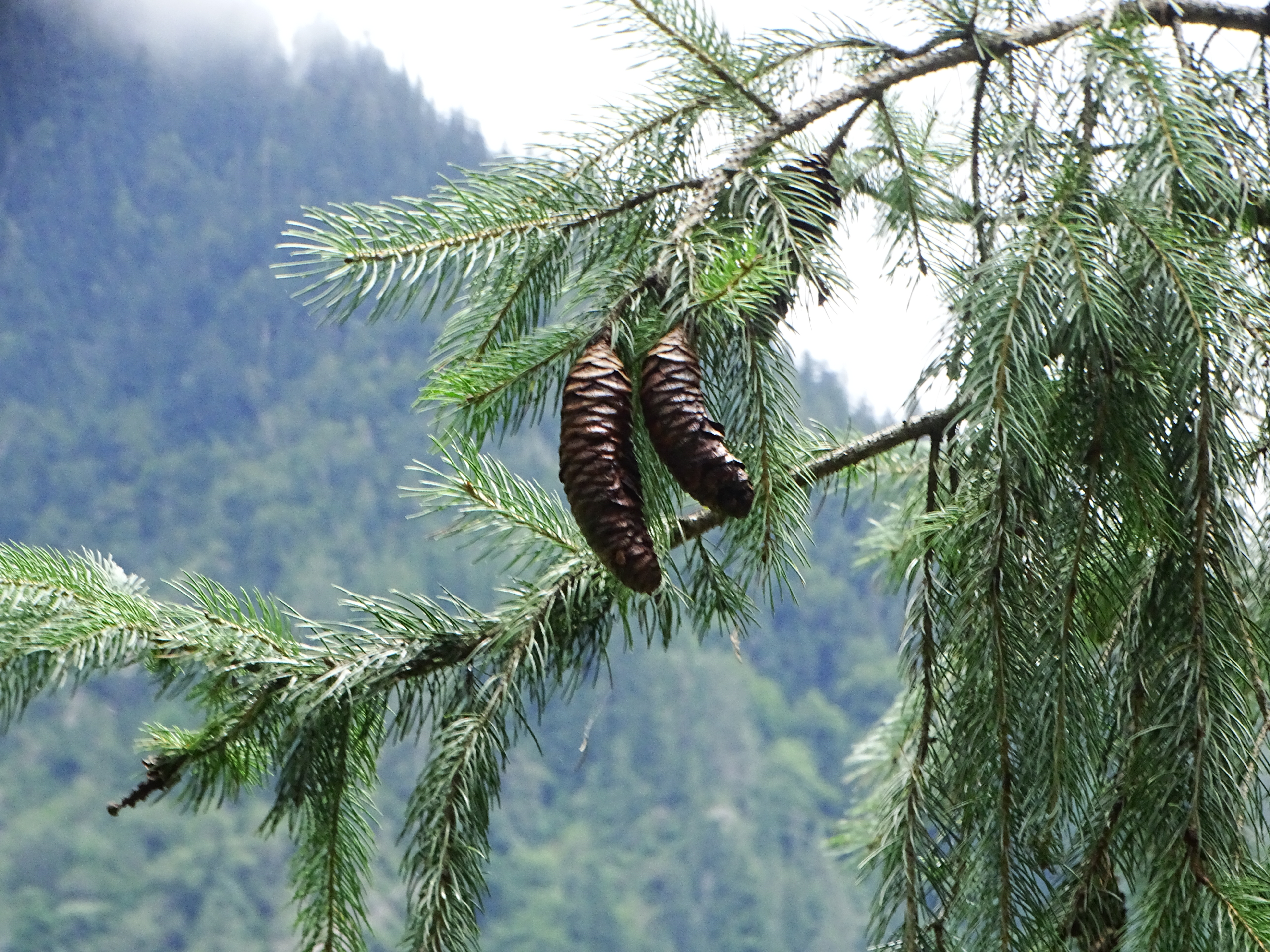
Fichte

Ausschließlich im Norden der Provinz findet sich die Zone Spruce—Willow—Birch (SWB; Fichte–Weide–Birke) in den sub-alpinen Bereichen der Interior Mountains. Weiß-Fichte ist die häufigste Konifere in dieser Zone außer in den höher gelegenen Übergangs-Bereichen (engl. Parkland wegen der aufgelockerten Baumbestände), wo die Felsengebirgs-Tanne dominiert. Mischbestände mit Engelmann-Fichte oder Hybride aus Weiß- und Engelmann-Fichte können gleichfalls vorkommen, insbesondere in den Übergangsbereichen zur ESSF-Zone; wenn die Bestände der Engelmann-Fichten größer als die der Weiß-Fichten sind, wird die Fläche als ESSF kartiert.
Felsengebirgs-Tannen sind die häufigsten Begleiter der Weiß-Fichten in der SWB-Zone. Schwarz-Fichten (Picea mariana), Küsten-Kiefern und Amerikanische Zitterpappeln (Populus tremuloides) sind weniger bedeutende Bgeleitarten. Manche Fichten-Bestände sind eher locker und haben eine gut entwickelte Strauchschicht, welche von einer Vielzahl an Weiden-Arten (Salix glauca, S. planifolia, S. scouleriana, S. bebbiana) und Strauch-Birken (Betula glandulosa) gebildet wird. Weitere häufige Sträucher sind Fingerstrauch (Potentilla fruticosa), Kanadische Büffelbeere (Shepherdia canadensis), Schwarze Krähenbeere (Empetrum nigrum), Preiselbeere (Vaccinium vitis-idaea), Vaccinium cespitosum und Grönländischer Porst (Rhododendron groenlandicum). Verbreitete Krautige Pflanzen sind Moosglöckchen (Linnaea borealis), Festuca altaica, Schmalblättriges Weidenröschen (Epilobium angustifolium), Lupinus arcticus und Mertensia paniculata. Zusätzlich zu den „Feder-Moosen“ Rotstängelmoos (Pleurozium schreberi) und Etagenmoos (Hylocomium splendens) bedeckt eine Vielzahl von Flechten-Arten den Boden (Coates et al. 1994).

## Boreal White and Black Spruce (BWBS)
Die Weiß-Fichte ist die vorherrschende Baumart in der Zone Boreal White and Black Spruce (BWBS; Boreale Zone mit Weiß- und Schwarz-Fichte) außer im Gebiet von Fort Nelson, wo die spärlich entwässerten Tieflandgebiete von der Schwarz-Fichte (Picea mariana) dominiert werden. Die Engelmann-Fichte fehlt, obwohl einige Hybride aus Weiß- und Engelmann-Fichte an der südlichen Grenze vorkommen können, die in die SBS-Zone übergeht.
Mischbestände von Weiß-Fichte und Amerikanischer Zitterpappel (Populus tremuloides), oft mit kleinen Anteilen an Balsam-Pappeln (Populus balsamifera), Birken (Papier-Birke – Betula papyrifera und Hänge-Birke – B. pendula) – oder Küsten-Kiefer (Pinus contorta) sind die häufigsten Bestandteile der Wälder auf warmen, mäßig nährstoffreichen Standorten in der BWBS-Zone. An kälteren Standorten, z. B. an Nordhängen, dominieren reine Weiß-Fichten-Bestände oder Mischbestände von Weiß- und Schwarz-Fichte. Küsten-Kiefern sind typische Begleiter der Weiß-Fichten auf grobkörnigem Ausgangsmaterial, während Mischbestände aus Balsam-Pappeln und Fichten in den Flussniederungen häufig sind. Felsengebirgs-Tannen (Abies lasiocarpa) sind in den westlichen Teilen der Zone häufig, jedoch selten östlich der Rocky Mountains. Bestände der Schwarz-Fichte in Feuchtgebieten haben oft einen kleinen Anteil langsamwachsender Weiß-Fichten. Die typische Vegetation in den borealen Weiß-Fichten-Beständen sind die häufigen Straucharten wie Nadel-Rose (Rosa acicularis), Viburnum edule, Kanadische Büffelbeere, Salix bebbiana und Grün-Erle (Alnus viridis) mit Ribes triste und Lonicera involucrata an den feuchten Stellen und Grönland-Porst (Ledum groenlandicum) und Preiselbeeren (Vaccinium vitis-idaea) an den kalten Stellen. Charakteristische krautartige Pflanzen sind Moosglöckchen (Linnaea borealis), Rubus pubescens, Mertensia paniculata, Petasites frigidus, Pyrola asarifolia, Kanadischer Hartriegel (Cornus canadensis) und Calamagrostis canadensis mit Schachtelhalmen (Equisetum spp.) an feuchten Stellen. Die dicke Moos-Schicht besteht aus Hylocomium splendens, Pleurozium schreberi und Ptilium crista-castrensis sowie Apfelflechten (Peltigera aphthosa) (Coates et al. 1994).

## Sub-Boreal Pine—Spruce (SBPS)
In der Zone Sub-Boreal Pine—Spruce (SBPS; Sub-boreale Kiefern-Fichten-Zone) ist die Weiß-Fichte mit großem Abstand zweithäufigste Baumart nach der Küsten-Kiefer (Pinus contorta). Sie wächst meist verbreitet im Unterwuchs der Kiefern, wogegen die feuchten Standorte von schütteren Beständen der Weiß-Fichte dominiert werden können. Reinbestände aus Engelmann-Fichte fehlen, doch es gibt viele Hybride mit ausgeprägten Merkmalen der Weiß-Fichte.
Die Küsten-Kiefer ist der häufigste Begleiter der Weiß-Fichte in der SBPS-Zone. Die Weiß-Fichte kommt auch zusammen mit Amerikanischer Zitterpappel auf Übergangs-Standorten vor. Mischbestände aus Weiß- und Schwarz-Fichte besetzen kühle, tiefliegende Standorte. Bestände von Westlicher Balsam-Pappel und Weiß-Fichte kommen nicht sehr häufig in den Flussniederungen vor.
Typischer Unterwuchs feuchter Fichten-Ökosysteme sind die strauchartigen Lonicera involucrata, Nadel-Rosen, Kanadischen Büffelbeeren, Gemeiner Wacholder (Juniperus communis), Seidenhaarige Weide (Salix glauca), Betula glandulosa, Sumpf-Stachelbeere (Ribes lacustre), Ribes hudsonianum und Viburnum edule sowie die krautartigen Kanadischen Hartriegel (Cornus canadensis), Moosglöckchen (Linnaea borealis), Schmalblättrigen Weidenröschen (Epilobium angustifolium), Petasites palmatus, Scharlach-Erdbeeren (Fragaria virginiana), Acker-Schachtelhalme (Equisetum arvense), Calamagrostis canadensis und Zehnmännige Bischofskappen (Mitella nuda). Zusätzlich zu den üblichen „Feder-Moosen“ (Pleurozium schreberi, Hylocomium splendens und Ptilium crista-castrensis) wird die Moosschicht durch Arten wie Aulacomnium palustre gebildet sowie durch Flechten aus den Gattungen Peltigera, Cladina (Rentierflechten) und Cladonia (Coates et al. 1994).

## Sub-Boreal Spruce (SBS)
Inlands-Fichten (meist Hybride Weiß-Fichte × Engelmann-Fichte, aber auch einige reine Weiß-Fichten-Bestände) sind in vielen Untereinheiten der Zone Sub-Boreal Spruce (SBS; Sub-boreale Kiefern-Zone) dominant.
Küsten-Kiefern (Pinus contorta) sind die häufigsten Begleiter der Inlands-Fichten in dieser Zone. Felsengebirgs-Tannen (Abies lasiocarpa) sind verbreitet in den kühleren und feuchteren Untereinheiten anzutreffen. Amerikanische Zitterpappeln (Populus tremuloides) und Douglasien (Pseudotsuga menziesii var. glauca) werden oft zusammen mit Fichten in den wärmeren, trockeneren, eher südlich gelegenen Untereinheiten angetroffen. Westliche Balsam-Pappeln (Populus trichocarpa) sind die wichtigsten Begleitbäume der Inlands-Fichten in regelmäßig überschwemmten Auen, und Mischbestände aus Weiß- und Schwarz-Fichten (Picea mariana) sind verbreitet in Feuchtgebieten anzutreffen.
Die Vegetation des Unterwuchses auf mäßig nährstoffreichen Standorten besteht aus einer halbwegs gut entwickelten Strauchschicht, welche von Vaccinium membranaceum, Nutka-Himbeere (Rubus parviflorus), Viburnum edule, Nadel-Rose (Rosa acicularis), Grün-Erle (Alnus viridis) dominiert wird. Dazu gesellt sich eine Vielfalt an krautartigen Pflanzen wie Kanadischer Hartriegel (Cornus canadensis), Clintonia uniflora, Rubus pubescens, Rubus pedatus, Arnica cordifolia, Duftsiegel (Maianthemum racemosa), Birngrün (Orthilia secunda) und Aralia nudicaulis sowie eine gut entwickelte Schicht aus „Feder-Moosen“ (Pleurozium schreberi, Ptilium crista-castrensis, Hylocomiium splendens, Rhytidiadelphus triquetrus). Feuchtere Fichten-Standorte bieten Lebensräume für Lonicera involucrata, Seidigen Hartriegel (Cornus sericea), Eichenfarn (Gymnocarpium dryopteris), Dreiblättrige Schaumblüte (Tiarella trifoliata), Acker-Schachtelhalm (Equisetum arvense) und Moose der Gattung Mnium. Charakteristische Arten von Fichten-Mooren, -Sümpfen und -Brüchen sind Weiden (Salix spp.), Strauch-Birken (Betula glandulosa), Grönland-Porst (Ledum groenlandicum), Seggen (Carex spp.) und Torfmoose (Sphagnum spp.) (Coates et al. 1994).

## Mountain Hemlock (MH)
In den Küstengebieten bildet die Zone Mountain Hemlock (MH; Berg-Hemlocktannen-Zone) den Übergang zwischen den produktiven Forsten des Tieflands und der baumlosen alpinen Tundra (AT). Im Gegensatz zu den höher gelegenen Übergangszonen des Inlands (SWB, ESSF) sind Fichten normalerweise spärlich oder gar nicht vertreten, und die Berg-Hemlocktanne (Tsuga mertensiana) ist abundant. Die Nootka-Scheinzypresse (Xanthocyparis nootkatensis) ist gleichfalls verbreitet, insbesondere in den stärker maritimen Gebieten. Die häufigste Tanne ist die Purpur-Tanne (Abies amabilis), aber die Felsengebirgs-Tanne (Abies lasiocarpa) kann gleichfalls massenhaft auftreten. Tannen fehlen auf Haida Gwaii. Einige Westamerikanische Hemlocktannen (Tsuga heterophylla) können in der Zone auch auftreten, insbesondere in tieferen Lagen, in denen ihr Anteil an den Hemlock-Tannen 50 % erreichen kann; wenn dieser Anteil die 50-%-Marke übersteigt, wird der Standort als zur Zone CWH gehörig betrachtet.
Die westlichste Untereinheit (MHwh für wet hypermaritime, englisch für feucht-hypermaritim) auf Haida Gwaii, ist aufgrund des Fehlens von Tannen und der relativen Häufigkeit von Fichten atypisch. Die Fichten sind in diesem Fall Sitka-Fichten (Picea sitchensis), welche auf frischen, nährstoffreichen Standorten Gemeinschaften mit Berg-Hemlocktannen und Riedgräsern bilden. Früher als MHwh kartierte Standorte im Inland werden erneut einer Beurteilung unterzogen.
Die Variante MHmm1 (Windward moist maritime, englisch für windseitig feucht maritim) wird von Berg-Hemlocktannen und Purpur-Tannen dominiert. Die Nootka-Scheinzypresse ist die dritthäufigste Art, und mit abnehmender Höhenlage wird die Westliche Hemlocktanne häufiger. Die Variante MHmm2 (Leeward moist maritime, englisch für windabgewandt feucht maritim) beherbergt außer den windseitig vorhandenen Baumarten auch Felsengebirgs-Tannen in nennenswerter Häufigkeit.

## Engelmann Spruce—Subalpine Fir (ESSF)
Im größten Teil des südlichen British Columbia dominieren Fichten die Kronenschicht der Altbestände in der Zone Engelmann Spruce—Subalpine Fir (ESSF; Engelmann-Fichten–Felsengebirgs-Tannen-Zone), während Felsengebirgs-Tannen (Abies lasiocarpa) die häufigsten Bäume im Unterwuchs darstellen. In höheren Lagen, vor allem im Norden und in Gebieten mit heftigen feuchten Schneefällen, dominiert die Felsengebirgs-Tanne, und die Fichten sind von geringerer Häufigkeit. Im Süden von British Columbia kommen Reinbestände der Engelmann-Fichte (Picea engelmannii) vor, aber die Weiß-Fichte (Picea glauca) gewinnt in den höheren Breitengraden zunehmend an Bedeutung, zunächst nur in niederen, dann in allen Höhenlagen. An den nördlichen Grenzen der ESSF-Zone sind die Engelmann-Fichten selten.
Die Felsengebirgs-Tanne (Abies lasiocarpa) ist in der ESSF-Zone ubiquitär a und überall der häufigste Begleiter der Fichten. Die Küsten-Kiefer (Pinus contorta) ist die häufigste Art in den Übergangsbereichen. Laubabwerfende Arten wie Amerikanische Zitterpappel, Papier-Birke und Westliche Balsam-Pappel sind vorhanden, aber wenig verbreitet. Weißstämmige Kiefer (Pinus albicaulis) und (nur im südöstlichen British Columbia) Biegsame Kiefer (Pinus flexilis) sowie Felsengebirgs-Lärche (Larix lyallii) treten gemeinsam mit Fichten auf, insbesondere in den trockensten Ökosystemen, üblicherweise in den Hochlagen, wo die Fichten nicht sehr abundant sind. In den Tieflagen der ESSF-Zone treten als Begleitarten der Fichten Douglasien, Riesen-Lebensbäume (Thuja plicata), Westamerikanische Hemlocktannen (Tsuga heterophylla) und Westliche Weymouth-Kiefern (Pinus monticola) auf. Berg-Hemlocktannen und Felsengebirgs-Tannen werden gleichfalls zusammen mit Fichten in der ESSF-Zone gefunden, hauptsächlich in Nachbarschaft zur MH-Zone.
Die dominante Pflanzengesellschaft in der ESSF-Zone hat einen Unterwuchs aus Heidekrautgewächsen, vorwiegend Rhododendron albiflorum, Vaccinium membranaceum und Menziesia ferruginea; in Gebieten mit hohen Niederschlagsmengen kommt Vaccinium ovalifolium vor, in trockenen Gebieten V. scoparium. Ribes lacustre, Igelkraftwurz (Oplopanax horridus) und Lonicera involucrata sind häufige Sträucher der feuchten bis nassen Standorte. Charakteristische krautartige Pflanzen der ESSF-Wälder sind Valeriana sitchensis, Eichenfarn (Gymnocarpium dryopteris), Rubus pedatus, Streptopus roseus, Veratrum viride, Wald-Frauenfarn (Athyrium filix-femina), Kanadischer Hartriegel (Cornus canadensis), Sprossender Bärlapp (Lycopodium annotinum), Schaumblüten (Tiarella spp.) und Arnica cordifolia. Dominante Moose sind Pleurozium schreberi sowie Arten der Gattungen Dicranum (Gabelzahnmoose) und Barbilophozia. Flechten sind am Waldboden abundant; zu den Arten gehören solche der Gattungen Cladonia und Peltigera sowie Nephroma arcticum. In den höher gelegenen Parkland-Bereichen der ESSF-Zone werden die geschlossenen Fichten- und Felsen-Gebirgstannen-Wälder und -Baumgruppen durch feuchte Wiesen mit krautigen Pflanzen und trockenere Heidekrautbestände aufgelockert. Die Wiesen beherbergen typischerweise Valeriana sitchensis, Veratrum viride, Senecio triangularis, Lupinus arcticus, Thalictrum occidentale, Schmalblättriges Weidenröschen (Epilobium angustifolium), Pedicularis bracteosum, Castelleja miniata, Erigeron peregrinus, Seggen (Carex spp.) und Hainsimsen (Luzula spp.). In den subalpinen Heiden wachsen Schwarze Krähenbeere (Empetrum nigrum), Mertens-Schuppenheide (Cassiope mertensiana), Vierkantige Schuppenheide (Cassiope tetragona), Phyllodoce empetriformis, P. glandulifera und Vaccinium caespitosum (Coates et al. 1994).

## Montane Spruce (MS)
Die Zone Montane Spruce (MS; Montane Fichten-Zone) kommt in mittleren Höhenlagen im südlichen und zentralen Inland an der windabgewandten Seite der Coast Mountains vor. Das Klima ist charakterisiert durch kalte Winter und kurze, warme Sommer; es ist in allen Jahreszeiten wärmer als das der ESSF-Zone. Engelmann-Fichten und Felsengebirgs-Tannen dominieren die Klimax-Wälder. Jüngere (Übergangs)-Bestände sind in einem solchen Grade dicht mit Küsten-Kiefern besiedelt, dass diese Art zu den bedeutendsten natürlichen Ressourcen in dieser Zone zählt. Douglasien sind insbesondere in den wärmeren Mikroklimaten vorhanden. Die Westamerikanische Lärche (Larix occidentalis) kommt in einigen südöstlichen Gebieten vor, und Riesen-Lebensbäume können in feuchten Abschnitten angetroffen werden. Diese Zone bietet ein bedeutendes Sommer- und Herbst-Habitat für Hirsche und Elche und einen wichtigen Winter-Lebensraum für Rentiere.

## Bunchgrass (BG)
Die Tussock-Zone (Bunchgrass; BG) ist die wärmere der beiden baumlosen biogeoklimatischen Zonen in British Columbia. Sie wird am häufigsten in den tief eingeschnittenen Tälern östlich der Coast Mountains und in ihrem Regenschatten gefunden. Die Trockenheit, nicht wie in der Alpinen Tundra (AT) die Kälte, minimieren die Entwicklung von mehr oder weniger geschlossenen Waldbeständen.
Die Winter sind in allen Teilen der Zone mäßig kalt mit regelmäßigem, wenn auch geringem Niederschlag. Das Auftreten und die Menge der Niederschläge steigt ab Januar an, und in den Frühlingsmonaten treten geringe Regenfälle auf. Ein zweites Mal treten Niederschläge im Juni auf, aber die Menge kompensiert nicht die Verluste durch die Evaporation. Aus diesem Grund ist der Winter die Hauptsaison, in der die Wasservorräte wieder aufgefüllt werden. Die Sommer sind in den nördlichen Teilen der Zone warm und in den tiefer gelegenen südlichen Gebieten wie im Tal des Thompson River zwischen Kamloops und Lytton heiß.
Die Tussock-Pflanzen neigen dazu, in Horsten mit Zwischenräumen zu wachsen. Zwischen den Horsten entsteht so eine Kruste aus Kryptogamen, und unter Klimax-Bedingungen kann die Strauchschicht 15 % Deckungsgrad erreichen. Gräser und Kakteen ersetzen die Tussock-Pflanzen auf überweideten Flächen.
Obwohl in der Zone normalerweise keine Bäume vorkommen, treten sie doch hier und da auf. Haine aus Amerikanischer Zitterpappel kommen gelegentlich in höheren Lagen vor, und flussbegleitend können auch Zitterpappeln, Westliche Balsam-Pappeln, „Berg-Erlen“ (Grün- und/oder Grau-Erlen – Alnus incana), Weiden und viele mit ihnen vergesellschaftete Pflanzen des Unterwuchses wachsen. Vereinzelte Individuen und Gruppen von Gelb-Kiefern (Pinus ponderosa) bilden in einigen Gebieten lichte Wälder („Parkland“); ähnlich können gelegentlich Douglasien auftreten.
Ungeachtet der begrenzten Ausdehnung der BG-Zone sind Diversität und Populationsdichte der wildlebenden Tiere sehr hoch. Dies rührt aus dem Nebeneinander verschiedener Lebensraumtypen wie Grasland, Strauchsteppe, flussbegleitenden Gehölzen und Wäldern. Die Zone bildet für die Pflanzengesellschaften, welche im Great Basin der westlichen Vereinigten Staaten weit verbreitet sind, „Finger nach Kanada hinein“ und wird als solche zur nördlichen Verbreitungsgrenze der in diesen Lebensräumen lebenden Tierarten. Zu diesen gehören Wüstenfledermaus, Kaninchenkauz und Große Kurzhorn-Krötenechse. Ihre Areale können sich auch mit den südlichen Verbreitungsgrenzen kanadischer Arten überschneiden, darunter denen von Schnee-Eule und Gerfalke.
Die Böden in der BG-Zone gehören zur Schwarzerdeklasse, in der alle in Kanada unterschiedenen Großgruppen (braun, dunkelbraun, schwarz, dunkelgrau) repräsentiert sind.

## Ponderosa Pine (PP)
Die Gelb-Kiefer ist die häufigste Art der Zone Ponderosa Pine (PP; Gelb-Kiefer-Zone) in mesischen oder xerischen Gebieten. Douglasien sind verbreitet und können an feuchten Standorten dominant werden. Weiß-Fichten oder Hybride aus Weiß- und Engelmann-Fichte werden nur selten in dieser Zone gefunden; sie kommen in kühlen, feuchten, geschützten Leebnsräumen, z. B. an nordwärts gerichteten Steilwänden von Canyons, vor (Coates et al. 1994).
Es werden zwei Untereinheiten unterschieden: PPxh (für very dry hot, englisch für sehr trocken und heiß) rund um Lytton, Lillooet, Kamloops und das Okanagan Valley südlich von Vernon sowie PPdh (für dry hot, englisch für trocken-heiß) in und um Midway, Grand Forks und Teilen der Rocky Mountain Trench von unmittelbar nördlich von Cranbrook südwärts bis zum Lake Koocanusa.
Die Böden der Zone sind normalerweise (dunkelbraune) Schwarzerden, „orthisch-eutrische“ Braunerden oder „ausgewaschen-eutrische“ Braunerden.

## Interior Douglas-Fir (IDF)

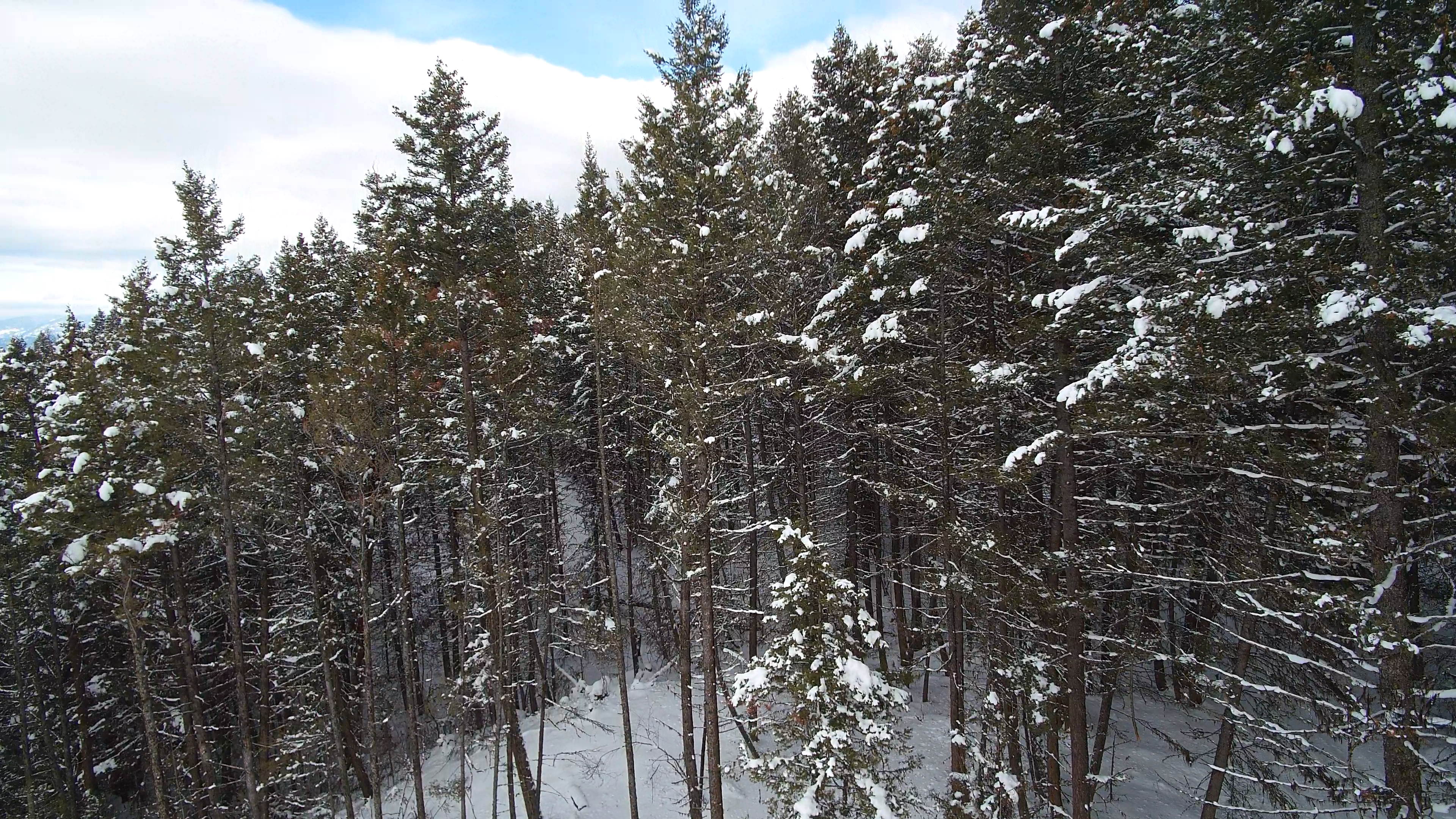
Luftbild eines Douglasien-Waldes des BC Interior im Lake Country

Douglasien sind die häufigsten und charakteristischen Bäume der Zone Interior Douglas-Fir (IDF; Douglasien-Zone des BC Interior). Küsten-Kiefern sind gleichfalls häufig und oft co-dominant zu den Douglasien. In den südlichen, tiefer gelegenen Gebieten kommen auch Gelb-Kiefern gemeinsam mit den Douglasien vor. Weiß-Fichten sind hauptsächlich in den feuchteren Untereinheiten verbreitet sowie in den höheren Lagen im Übergang zu den Zonen Montane Spruce (MS), Sub-Boreal Spruce (SBS) und Engelmann Spruce–Subalpine Fir (ESSF).
In den südöstlichen Teilen der Zone kommen Riesen-Lebensbaum (Thuja plicata), Westamerikanische Lärche (Larix occidentalis) und Küsten-Tanne (Abies grandis) vor. Amerikanische Zitterpappel (Populus tremuloides), Papier-Birke (Betula papyrifera) und Westliche Balsam-Pappel (Populus trichocarpa) sind häufige Arten der Übergangszonen, und Oregon-Ahorn (Acer macrophyllum) ist in einigen Teilen der Übergangszone zum Küstenklima im Südwesten präsent, in der Untereinheit IDFww (für wet warm, engl. für feucht-warm). Mischbestände von Sträuchern oder Schachtelhalm-dominierte Pflanzengesellschaften sind typisch für die feuchten, nährstoffreichen Ökosysteme, zu denen auch Fichten gehören. Verbreitete Strauch-Gesellschaften bestehen aus Ribes lacustre, Lonicera involucrata, Seidigem Hartriegel (Cornus sericea), Nadel-Rose (Rosa acicularis), Gewöhnlicher Schneebeere (Symphoricarpos albus) und Kahlem Ahorn (Acer glabrum). Die gut entwickelte Krautschicht enthält Moosglöckchen (Linnaea borealis), Kanadischen Hartriegel (Cornus canadensis), Aralia nudicaulis, Rotes Christophskraut (Actaea rubra) und Osmorhiza berteroi, denen sich an den feuchteren Standorten Schachtelhalme (Equisetum spp.) und Seggen (Carex spp.) zugesellen. Moor-Wälder mit Torfmoosen (Sphagnum spp.), Grönland-Porst (Ledum groenlandicum) und Gaultheria hispidula sind unregelmäßig verbreitet, haben aber normalerweise ein Kronendach aus Fichten-Reinbeständen (Coates et al. 1994).

## Coastal Douglas-Fir (CDF)
Die Zone Coastal Douglas-fir (CDF; Küsten-Douglasien-Zone) ist oft prädominant an den südlichen Küsten von British Columbia, vor allem im Osten von Vancouver Island, auf den Gulf Islands und der Sechelt Peninsula. In Bezug auf die Klimaklassifikation nach Köppen und Geiger herrscht ein sommerwarmes Mittelmeerklima (Csb). Die trockenen Sommer unterbinden die Entwicklung einer Klimax-Gesellschaft, in diesem Falle einer Riesen-Lebensbaum-Küsten-Tannen-Assoziation. Amerikanischer Erdbeerbaum (Arbutus menziesii) und Küsten-Kiefer (Pinus contorta) gesellen sich an trockenen, nährstoffarmen bis mäßig -reichen Standorten zu den Douglasien; Oregon-Eichen (Quercus garryana) besetzen einige trockene, nährstoffreiche Standorte, insbesondere rund um Victoria. Weitere prominente laubabwerfende Baumarten sind Oregon-Ahorn (Acer macrophyllum) und Nuttalls Blüten-Hartriegel (Cornus nuttalli). Die einzige offizielle Untereinheit ist CDFmm (für moist maritime, engl. für feucht-maritim). Victoria, Oak Bay und die südlichen Teile von Saanich sind trockener als andere Teile der CDF-Zone und hatten vor der Besiedlung viel größere Anteile an Eichen-Gras-Gesellschaften. Sie wurden seitdem jedoch so stark urbanisiert, dass niemand sich bemüht hat, eine trockenere Untereinheit für sie zu kartieren.

## Interior Cedar—Hemlock (ICH)
Die Zone Interior Cedar—Hemlock (ICH; Thuja-des-Interior-Hemlocktannen-Zone) weist eine größere Diversität in den Baumarten auf als jede andere Zone des British Columbia Interior. Westamerikanische Hemlocktanne (Tsuga heterophylla) und Riesen-Lebensbaum (Thuja plicata) sind in den meisten Varianten der Zone die Klimax-Arten, denen oft Fichten des Interior zugesellt sind. Die Felsengebirgs-Tanne (Abies lasiocarpa) ist im Norden ein Hauptbegleiter. In den Übergangsgesellschaften zum Klimax finden sich Westliche Balsam-Pappel (Populus trichocarpa), Küsten-Kiefer (Pinus contorta), Amerikanische Zitterpappel (Populus tremuloides) und Papier-Birke (Betula papyrifera) zusammen mit Fichten in den meisten Gebieten der Zone. In den zentralen und südlichen ICH-Gebieten können die Fichten auch mit Douglasien, Westamerikanischer Lärche, Westlicher Weymouth-Kiefer und Küsten-Tanne assoziiert auftreten. Ein typischer Fichten- oder Thuja-Fichten-Bestand in einem grundwasserbestimmten Ökosystem bietet einer diversen Strauchschicht Lebensraum, die von Igelkraftwurz (Oplopanax horridus), Ribes lacustre, Seidigem Hartriegel (Cornus sericea), Kahlem Ahorn (Acer glabrum), Nutka-Himbeere (Rubus parviflorus), Viburnum edule und Lonicera involucrata dominiert wird. Charakteristische krautige Pflanzen sind Eichenfarn (Gymnocarpium dryopteris), Wald-Frauenfarn (Athyrium filix-femina), Tiarella unifoliata, Viola glabella, Alpen-Hexenkraut (Circaea alpina), Knotenfuß-Arten (Streptopus spp.), Osmorhiza berteroi, der Wurmfarn Dryopteris assimilis und Rotes Christophskraut (Actaea rubra). An sumpfigeren Standorten werden Amerikanischer Stinktierkohl (Lysichiton americanum), Schachtelhalme (Equisetum spp.), Rhytidiadelphus triquetrus und Hylocomium splendens gefunden. Übergangsgesellschaften auf mesischen Standorten im Norden der ICH-Zone weisen einen gemischten Unterwuchs aus Fichten, Felsengebirgs-Tannen, Küsten-Kiefern, Papier-Birken und Amerikanischen Zitterpappeln auf. Typische Sträucher sind Nutka-Himbeere (Rubus parviflorus), Viburnum edule, Nadel-Rose (Rosa acicularis), Paxistima myrsinites, Erlenblättrige Felsenbirne (Amelanchier alnifolia), Kanadische Büffelbeere (Shepherdia canadensis), Grün-Erle (Alnus viridis) und Vaccinium membranaceum. Zu den wichtigsten krautartigen Pflanzen gehören Kanadischer Hartriegel (Cornus canadensis), Clintonia uniflora, Aralia nudicaulis, Lathyrus nevadensis, Rubus pubescens, Schattenblumen (Maianthemum spp.), Birngrün (Orthilia secunda), Osmorhiza berteroi und Petasites palmatus. Die Moosschicht wird dominiert von Rhytidiadelphus triquetrus, Ptilium crista-castrensis, Pleurozium schreberi und Hylocomium splendens (Coates et al. 1994).
Die Fichten des Interior sind häufige sekundäre Komponenten der Wälder der ICH-Zone. Sie sind in den nördlichen und östlichen Gebieten am häufigsten (nahe der SBS-Zone) oder in Hochlagen, die an die ESSF-Zone grenzen. In den trockeneren Bereichen der ICH-Zone sind sie am seltensten. Weiß-Fichte (Picea glauca), Engelmann-Fichte (Picea engelmannii) und alle ihre Hybriden sind vertreten; Engelmann-Fichten dominieren im Südosten von British Columbia, vor allem in Hochlagen, während die Weiß-Fichten im Norden dominieren. In den Übergangsbereichen von den Küsten-Zonen zu denen des Interior im Nordwesten von British Columbia hybridisieren die Fichten des Interior mit Sitka-Fichten; die Kreuzung wird als „Roche-Fichte“ bezeichnet.
In einigen Untereinheiten können entweder die Thujen oder die Hemlocktannen vereinzelt bis gar nicht mehr auftreten. Die Untereinheit ICHdk (für dry cool, engl. für trocken-kühl) rund um den Canim Lake und in der Einheit ICHmk (für moist cool, engl. für feucht-kühl) in den Rocky Mountains fehlen die Hemlocktannen, während im Nordwesten die Einheit ICHvc (für very wet cold, engl. für sehr feucht-kalt) entlang von Teilen von Bell-Irving River, Iskut River und Stikine River jenseits des Verbreitungsgebietes der Riesen-Thuja zu finden ist. Riesen-Lebensbäume fehlen in dem Gebiet, welches als ICHwc (für wet cold, engl. für nasskalt) rund um Bob Quinn Lake kartiert wurde, und Hemlocktannen treten nur lokal vereinzelt auf. Die dortigen Wälder sind denen der SBS-Zone sehr ähnlich, sodass eine Bob-Quinn-Lake-Phase (ICHwc(a)) vorgeschlagen wurde. Hemlocktannen können entlang des Stewart-Cassiar Highway am Thomas Creek leicht beobachtet werden, fallen jedoch schon einen Kilometer nördlich davon aus, wo die bis dahin spärlich vertretene Küsten-Kiefer dominant wird; dies markiert einen abrupten Übergang zur BWBS-Zone.

## Coastal Western Hemlock (CWH)
Ein äußerst produktiver Regenwald existiert entlang der Küste von British Columbia von Haida Gwaii und Stewart südwärts bis Metchosin auf Vancouver Island. Er erstreckt sich ebenso entlang der Flusstäler an den Küstenregionen in Alaska, von wo aus er bis nach British Columbia reicht, dort nördlich bis zum Chilkat River. Die Westamerikanische Hemlocktanne (Tsuga heterophylla) ist in der gesamten Zone die dominierende Art des Klimaxstadiums. Vom Craig Headwaters Protected Area an südwärts kommt auch der Riesen-Lebensbaum (Thuja plicata) vor. Douglasien (Pseudotsuga menziesii) sind gleichfalls vorhanden und in den wärmeren, trockeneren Bereichen nordwärts bis Kemano manchmal dominant, während Sitka-Fichten (Picea sitchensis) in den feuchten Gebieten nahe der Gezeitenzone bedeutend sein können. Weitere Baumarten des feuchten Klimas sind Nootka-Scheinzypresse (Chamaecyparis nootkatensis) und Purpur-Tanne (Abies amabilis). Die Rot-Erle (Alnus rubra) ist die häufigste laubabwerfende Baumart; die Westliche Balsam-Pappel (Populus trichocarpa) gedeiht an den meisten Standorten. In den südlicheren Gebieten treten Oregon-Ahorn (Acer macrophyllum) und Blüten-Hartriegel (Cornus nuttalli) hervor.
Die Zone Coastal Western Hemlock (CWH; Küsten-Western-Hemlock-Zone) ist entlang eines Gradienten der Kontinentalität in Untereinheiten gegliedert:
- Die als hypermaritim bezeichnete Untereinheit umfasst die äußeren Küsten von Haida Gwaii und Prince Rupert südwärts bis Port Renfrew. Hypermaritime Wälder sind charakterisiert durch Rippenfarn (Blechnum spicant), Nootka-Scheinzypresse (Chamaecyparis nootkatensis), Streifenfarnblättrigen Goldfaden (Coptis aspleniifolia), Etagenmoos (Hylocomium splendens) und Rhytidiadelphus loreus.
- Die als maritim bezeichneten Untereinheiten, von den Gebieten mit dem heftigsten marinen Einfluss aus weiter im Inland gelegen, umfassen die bevölkerungsreichen südlichen Gebiete wie Campbell River, Comox (mit dem Lazo Marsh-North East Comox Wildlife Management Area), Courtenay, Port Alberni und Vancouver. Wälder der Untereinheit CWHmm (für moist maritime, engl. für feucht-maritim) sind durch Arten gekennzeichnet, zu denen Purpur-Tanne (Abies amabilis) und Vaccinium membranaceum charakterisiert werden. Die trockenste maritime Untereinheit (die Variante CWHxm1 für eastern very dry maritime, engl. für östlich sehr trocken maritim)[22] mit ihren oft dominanten Douglasien (Pseudotsuga menziesii) und regelmäßig auftretenden Küsten-Tannen (Abies grandis) zuzüglich den gelegentlich auftretenden Amerikanischen Erdbeerbäumen (Arbutus menziesii) sowie einigen wenigen Populationen der Oregon-Eiche (Quercus garryana) ähneln stark den benachbarten CDFmm-Zonen, aber ein Schlüsselmerkmal jeder CWH-Untereinheit ist die überragende Reproduktion der Hemlocktannen.
- Die als submaritim bezeichneten Untereinheiten sind auf die windabgewandten Seiten der Coast Mountains beschränkt und bilden Übergangszonen zu den Zonen des Interior. Submaritime Wälder sind charakterisiert durch das spärliche Auftreten typischer Küstenarten wie Shallon-Scheinbeere (Gaultheria shallon) und Nootka-Scheinzypresse (Chamaecyparis nootkatensis) sowie die Präsenz typischer Arten des Interior oder kontinentaler Arten wie Rotstängelmoos (Pleurozium schreberi) und Clintonia uniflora.